# Астана (команда)
«Астана» (Astana Motorsports) — казахстанская команда, подразделение ППСК Астана (Профессиональный Президентский Спортивный Клуб), принимавшая участие на протяжении нескольких лет[уточнить] в престижных мировых соревнованиях по ралли-рейдам.

## Результаты
Ралли "Дакар-2011"
Зачет Т4, грузовики, «КАМАЗ», 8 место. Экипаж: Артур Ардавичус, Денис Березовский, Жанат Жалимбетов
Ралли «Дакар-2012»
Зачет Т4, грузовики, «КАМАЗ», 3 место. Экипаж: Артур Ардавичус, Алексей Кузмич, Нурлан Турлыбаев
Ралли «Дакар-2013»
Зачет Т4, грузовики, «КАМАЗ», технический сход. Экипаж: Артур Ардавичус, Алексей Никижев, Нурлан Турлыбаев
Ралли «Дакар-2014»
Зачет Т4, грузовики, Tatra, 14 место. Экипаж: Артур Ардавичус, Алексей Никижев, Радим Капланек
Зачет Т1, нестандартные внедорожники, Toyota, 17 место. Экипаж: Айдын Рахимбаев, Владимир Демьяненко
Зачет Т1, нестандартные внедорожники, Toyota, технический сход. Экипаж: Бауржан Иссабаев
Зачет Т2, стандартные внедорожники, Nissan, 4 место. Экипаж: Денис Березовский, Игнат Фальков
Ралли "Дакар 2015"
Зачет Т4, грузовики, Tatra, 22 место. Экипаж: Артур Ардавичус, Алексей Никижев, Даниэль Козловски
Зачет Т1, нестандартные внедорожники, Mini, 9 место. Экипаж: Айдын Рахимбаев, Антон Николаев
Зачет Т1, нестандартные внедорожники, Toyota, 17 место. Экипаж: Бауржан Иссабаев, Владимир Демьяненко
Зачет Т2, стандартные внедорожники, Nissan, технический сход. Экипаж: Денис Березовский, Игнат Фальков
Кубок Мира по Ралли-Рейдам 2015
Зачет Т2, стандартные внедорожники, Nissan, 1 место. Экипаж: Денис Березовский, Игнат Фальков
Зачет Т2, Команды, 1 место, Astana Motorsports
Ралли "Дакар-2016"
Зачет Т4, грузовики, Tatra, 11 место. Экипаж: Артур Ардавичус, Игнат Фальков, Филипп Скробанек
Ралли "Silk Way 2016"
Зачет Т4, грузовики, Tatra, 12 место. Экипаж: Артур Ардавичус, Алексей Никижев, Филипп Скробанек
Зачет Т1, нестандартные внедорожники, Toyota, 5 место. Экипаж: Айдын Рахимбаев, Антон Николаев
Зачет Т1, нестандартные внедорожники, Toyota, 10 место. Экипаж: Бауржан Иссабаев, Владимир Демьяненко
Зачет Т2, стандартные внедорожники, Toyota, 1 место. Экипаж: Денис Березовский, Игнат Фальков
Ралли "Дакар-2017"
Зачет Т4, грузовики, Tatra, 26 место. Экипаж: Артур Ардавичус, Серж Брюнкенс, Майкл Хузман
Зачет Т2, стандартные внедорожники, Toyota, 3 место. Экипаж: Денис Березовский, Алексей Никижев
Ралли "Дакар-2018"
Зачет Т4, грузовики, Iveco, 4 место. Экипаж: Артур Ардавичус, Серж Брюнкенс, Майкл Хузман
Зачет ATV, квадроциклы, 6 место. Дмитрий Шилов

## Состав
- Артур Ардавичус — пилот
- Денис Березовский — пилот
- Жанат Жалимбетов — механик
- Айдын Рахимбаев - пилот
- Бауржан Иссабаев - пилот
- Алексей Никижев - штурман
- Игнат Фальков - штурман
- Нурлан Турлыбаев - механик
- Марат Абыкаев — директор